# Milo Zachmann
Milo Zachmann (* 9. Juni 1936 in Basel; † 28. August 2002 in Zürich) war ein Schweizer Kinderarzt und Endokrinologe.

## Leben
Zachmann wuchs in Basel auf und besuchte dort das Humanistische Gymnasium. Danach studierte er Medizin an der Universität Basel. Seine Weiterbildung in Pädiatrie absolvierte er am Variety Children’s Hospital und National Children’s Cardiac Hospital in Miami (USA). Weitere Jahre als Research Fellow am Jackson Memorial Hospital folgten, wo er 1964 seine Karriere als pädiatrischer Endokrinologe startete. Wegweisend waren für ihn die Studienaufenthalte bei Claude Migeon in Baltimore (USA) und John Crigler in Boston (USA), wo sein Interesse für den Steroidhormon-Stoffwechsel geweckt wurde. 1966 kehrte er in die Schweiz zurück, wo er sich fortan im Kinderspital Zürich in der Arbeitsgruppe von Andrea Prader der pädiatrischen Endokrinologie widmete, deren Leitung er 1986 übernahm. 1972 habilitierte er sich, und 1978 wurde er Titularprofessor für pädiatrische Endokrinologie an der Universität Zürich.

## Forschungstätigkeit
Zachmann prägte die pädiatrische Endokrinologie in der Schweiz und international mit, und mit seinen auf seinem Fachgebiet mehr als 250 wissenschaftlichen Publikationen erhielt er schon in jungen Jahren internationale Anerkennung.
Er war unter anderem Erstbeschreiber des 17,20-Lyase-Defekts. Zu seinen Hauptgebieten gehörten die Physiologie der Steroidhormon-Synthese und die Behandlung mit Wachstumshormon. Bevor das rekombinante Wachstumshormon zur Verfügung stand, extrahierte er selbst im Kinderspital Zürich Wachstumshormon aus Hypophysen und reinigte es so, dass die Schweiz von Creutzfeldt-Jakob-Krankheitsfällen verschont blieb. Er war ein Pionier der gaschromatographischen Extraktion und Identifikation von adrenalen und gonadalen Steroiden bei damals noch ungeklärten, meist genetisch bedingten Steroidsynthesestörungen (variations of sexual differentiation, adrenal insufficiency). Ein weiteres Forschungsfeld war die theoretische Erfassung des Wachstums, die Definition von Normwerten und die Bedeutung sowie die Vor- und Nachteile der verschiedenen Wachstumsprognosemodelle. Er publizierte aber auch über hormonelle Behandlungen in der pädiatrischen Alltagsendokrinologie, wie zum Beispiel über die Beeinflussung des Wachstums bei Grosswüchsigen und bei der konstitutionellen Verzögerung von Wachstum und Pubertät.

## Ehrungen und Auszeichnungen
- 1986 ehrte ihn die Schweizerische Gesellschaft für Pädiatrie mit dem Fanconi-Preis
- 1988 verlieh ihm die European Society for Pediatric Endocrinology (ESPE), deren Sekretär er lange Jahre war, die höchste Ehre der europäischen pädiatrischen Endokrinologie, den Andrea-Prader-Preis
- 1989 erhielt er von der Japanese Society for Pediatric Endocrinology die Ehrenmitgliedschaft
- Honorary Consultant am «Child Health Center» in Warschau

## Publikationen
Milo Zachmann tätigte auf seinem Fachgebiet mehr als 220 Publikationen.